# Gare de Franz
La  gare de Franz est une gare ferroviaire canadienne, située au lieu-dit Franz sur le territoire de la partie non organisée du nord District d'Algoma dans la province de l'Ontario. 
C'est une gare de croisement et de jonction entre la ligne transcontinentale (CPR) et la ligne de l'Algoma Central.
C'est un arrêt desservi par le train Sudbury-White River de Via Rail Canada et par le train Agawa canyon tour train de l'Algoma Central.

## Situation ferroviaire
Établie à 371 mètres d'altitude, la gare de croisement de Franz est située au point kilométrique (PK) 405 de la ligne de Sudbury à White River, entre les arrêts de Lochalsh et de Girdwood. Cette infrastructure est une section de la principale ligne transcontinentale du Canadien Pacifique.
Elle est également située au point milliaire 195 de la ligne de Sault-Sainte-Marie à Hearst (Algoma Central), entre les gares de Dubreuilville et de Wabatong.

## Service des voyageurs

### Accueil
Halte voyageurs, c'est un point d'arrêt non géré (PANG) à accès libre. le train ne s'arrête qu'à la demande.

### Desserte
Franz est desservie par le train Sudbury-White River de Via Rail Canada. Le train passe à l'arrêt six fois par semaine : les mardi, jeudi et samedi, son passage est à 16h30 venant de Sudbury il se dirige vers White River ; les mercredi, vendredi et dimanche, son passage est à 10h20, venant de White River il se dirige vers Sudbury.

### Intermodalité
Il n'y a pas de services.